# Psynkopat
Psynkopat var en svensk rockgrupp.
Psynkopat bildades 1978 i Stockholm genom sammanslagning av de tidigare grupperna Skunk och Max Klös. Medlemmar var Bengt Lilja (trummor, sång), Olle Stockman (gitarr, bas, slagverk), Petter Brundell (gitarr), Thomas Lyrholm (keyboards), Tobias Heldt (sång, gitarr) och Hans Thunberg (gitarr, bas, piano, slagverk). De utgav musikalbumet Har vi någon stil... (Mistlur Records MLR-03, 1978), vilket innehåller en blandning av experimentell musik och jazzrock. Gruppen utgav även singeln Hitsingeln med låten Grottekvarn och en namnlös baksida (Mistlur Records MLR-S-5, 1979). Brundell var senare medlem i grupperna Ståålfågel och Syster Lycklig, Thunberg spelade även i Boojwah Kids (med Lyrholm och Stockman) och senare i Hjärnstorm (med Lilja), Elegi, Zon 6 och Underland.